# Mesnilus hexachaeta
Mesnilus hexachaeta là một loài ruồi trong họ Tachinidae.